# Gahande
Gahande är ett periodiskt vattendrag i Burundi.   Det ligger i provinsen Rutana, i den södra delen av landet, 110 kilometer sydost om huvudstaden Bujumbura.
Omgivningarna runt Gahande är en mosaik av jordbruksmark och naturlig växtlighet. Runt Gahande är det ganska tätbefolkat, med 239 invånare per kvadratkilometer.